# Télam
Теленотисиоса Американа — Телам (Télam от исп. Telenoticiosa Americana — Американские теленовости) — крупнейшее аргентинское государственное информационное агентство, работавшее в 1945—2024 годах. Располагалось в Буэнос-Айресе. Новости публиковались на испанском, английском и китайском языках.

## История
Télam основана 14 апреля 1945 года по инициативе вице-президента Хуана Доминго Перона с целью вытеснения с национального рынка СМИ североамериканских UPI и AP.
Со временем Télam стало ведущим агентством на рынке новостей, практически все ежедневные газеты в Аргентины были его клиентами. Компания контролировалась государством, которое назначало его совет директоров. Сотрудничало с информационными агентствами Венесуэлы, Бразилии, Армении, Азербайджана и других стран.
В марте 2024 года президент Хавьер Милей объявил о временном прекращении работы агентства, но остаётся неясным, будет ли оно в будущем снова открыто или закроется навсегда.